# Cnephasia fulturata
Cnephasia fulturata es una especie de polilla perteneciente al género Cnephasia, categorizada en la tribu Cnephasiini, de la subfamilia Tortricinae.

## Distribución
Se distribuye por Argelia.

## Taxonomía
Fue descrita por Rebel en 1940 y publicada por primera vez en (Cnephasia), Bull. Soc. Fouad I. Ent (33) 24: 36.